# Neochanna
Neochanna es un género de peces osmeriformes de la familia Galaxiidae.
Son peces de agua dulce de comportamiento bentopelágico, distribuidos por ríos de Australia y Nueva Zelanda.

## Especies
Se reconocen las siguientes especies:
- Neochanna apoda Günther, 1867
- Neochanna burrowsius (Phillipps, 1926)
- Neochanna cleaveri (Scott, 1934)
- Neochanna diversus Stokell, 1949
- Neochanna heleios Ling y Gleeson, 2001
- Neochanna rekohua (Mitchell, 1995)